# Minoga (gmina)
Minoga – dawna gmina wiejska istniejąca w latach 1867–1916 i 1923–1954 w woj. kieleckim i woj. krakowskim. Siedzibą władz gminy była Minoga. 
Za Królestwa Polskiego gmina należała do powiatu olkuskiego w guberni kieleckiej. 13 stycznia 1870 do gminy przyłączono pozbawioną praw miejskich Skałę. Około 1915/16 roku gminę przemianowano na Skała. Brak informacji o dokładnej dacie zniesienia gminy. Jednostka występuje jeszcze w wykazie z 1914 roku, lecz nie ma jej już w spisie z 1917 roku, co oznacza, że została zniesiona przez władze austriackie podczas okupacji. W wykazie gmin z 1921 roku gmina występuje również pod nazwą Skała.
Gminę Minoga, o mniejszym zasięgu terytorialnym utworzono ponownie 1 stycznia 1923 roku w powiecie olkuskim w woj. kieleckim z części obszaru gminy Skała: Barbarka, Bociewiec, Celiny, Gołoszyn, Grzegorzowice, Kądejówka, Laski, Laski dworskie, Lesieniec, Minoga, Minoga dwór, Nowa-wieś, Podjedle, Pogorzelec, Polanka, Przybysławice, Rzeplin, Sciborzyce, Sieciechowice, Zamłynie, Sobiesęki, Stoki, Wesołka, Władysław i Zagaje.
Po wojnie gmina przez bardzo krótki czas zachowała przynależność administracyjną, lecz już 18 sierpnia 1945 roku została wraz z całym powiatem olkuskim przyłączona do woj. krakowskiego. 1 lipca 1949 roku część obszaru gminy Minoga (gromadę Sobiesęki) przyłączono do gminy Skała.
Według stanu z dnia 1 lipca 1952 roku gmina składała się z 16 gromad: Barbarka, Celiny, Gołyszyn, Grzegorzowice Okupne, Grzegorzowice Włościańskie, Laski Dworskie, Lesieniec, Minoga, Nowa Wieś, Przybysławice, Rzeplin, Sieciechowice, Stoki, Ściborzyce, Władysław i Zamłynie. Jednostka została zniesiona 29 września 1954 roku wraz z reformą wprowadzającą gromady w miejsce gmin. Po reaktywowaniu gmin z dniem 1 stycznia 1973 roku gminy Minoga nie przywrócono, a jej dawny obszar wszedł głównie w skład gmin gminy Skała (powiat olkuski) i gminy Iwanowice (powiat miechowski).